# 瓦尔德马什维克市镇

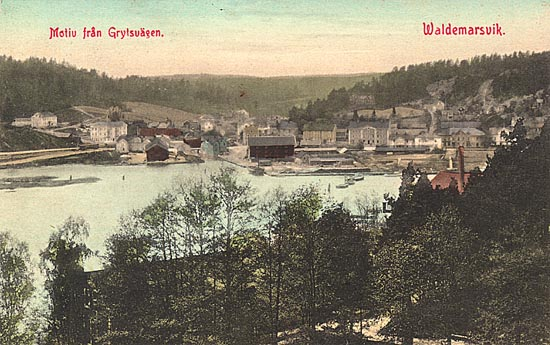
1913年瓦尔德马什维克的明信片

瓦尔德马什维克市镇（瑞典語：Valdemarsviks kommun）是瑞典东南部东约特兰省的一个市镇。其治所位于瓦尔德马什维克。
地理上，瓦尔德马什维克市镇以其群岛与海港著称。